# ISO 3166-2:AO
ISO 3166-2:AO는 지리 식별 부호(geocode)를 정의하는 ISO 표준인 ISO 3166-2의 일부이며, 앙골라에 적용된다. 18개의 행정 구역이 하부 부호를 할당받았다. 하부 코드는 3자리의 영어 대문자로 쓴다. AO는 ISO 3166-1에서 할당된 국가 코드를 사용한다.

## 식별 부호
| 코드   | 행정 구역      |
| ------ | -------------- |
| AO-BGO | 벵구주         |
| AO-BGU | 벵겔라주       |
| AO-BIE | 비에주         |
| AO-CAB | 카빈다주       |
| AO-CCU | 쿠안두쿠방구주 |
| AO-CNO | 쿠안자노르테주 |
| AO-CUS | 쿠안자술주     |
| AO-CNN | 쿠네느주       |
| AO-HUA | 우암부주       |
| AO-HUI | 우일라 주      |
| AO-LUA | 루안다주       |
| AO-LNO | 룬다노르트주   |
| AO-LSU | 룬다술주       |
| AO-MAL | 말란즈주       |
| AO-MOX | 모시쿠주       |
| AO-NAM | 나미브주       |
| AO-UIG | 우이즈주       |
| AO-ZAI | 자이르주       |